# Staraja Tabaga
Staraja Tabaga (Russisch: Старая Табага, Jakoets: Эргэ Табаҕа; Erge Tabagja, "Oud Tabaga") is een plaats (selo) in de gorodskoj okroeg van Jakoetsk in de Russische autonome republiek Sacha (Jakoetië). De plaats telde 692 inwoners bij de volkstelling van 2010.

## Geografie en voorzieningen
De plaats ligt in het zuiden van het Toejmaädadal, 34 kilometer ten zuiden van Jakoetsk. Staraja Tabaga strekt zich uit langs de westelijke oever van de bovenloop van de Tabaginskaja, een kleine zijarm ten westen van de hoofdloop van de rivier de Lena die in de zomer droog valt. Tussen de Tabaginskaja en de Lena ligt het 3 kilometer brede riviereiland Oeloeoe-Aryy. Het dorp wordt omringd door een vlak weidesteppegebied met kleine meertjes. Direct ten zuiden en westen van het dorp ligt een heuvelrug (sopka) die begroeid is met lariks- en lariks-dennenbossen afgewisseld door berkenbossen. Het zuidelijke deel van Staraja Tabaga wordt doorkruist door een beek die hier een diep dal heeft getrokken.
4 kilometer ten noorden van Staraja Tabaga ligt het gelijknamige dorp Tabaga, dat in 1985 de naam Tabaga overnam van Staraja Tabaga. 8 kilometer noordelijker ligt het dorp Chatassy.
De centrale weg door het dorp is de weg langs de rivier (Tsentralnaja oelitsa), die verloopt van noordwest naar zuidoost. Hier stonden vroeger de bestuursgebouwen, het postkantoor, een medische post, een cultureel centrum en een bibliotheek (afgebrand in 2008). Tegenwoordig zijn er alleen nog een paar winkels. In het midden van het dorp staat de middelbare school.
Het dorp heeft een busverbinding met Jakoetsk.

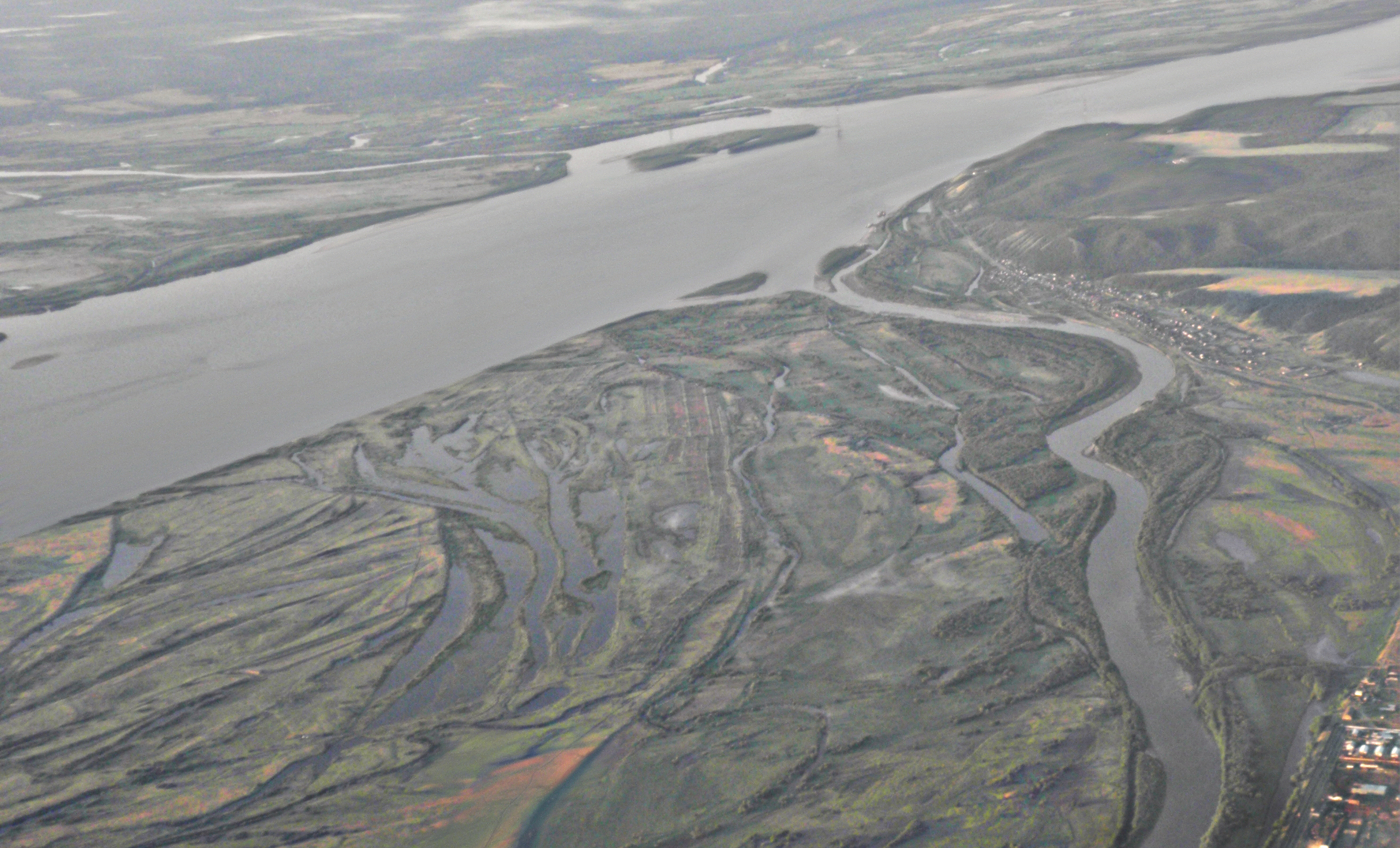
De Lena (links), het eiland Oeloeoe-Aryy (midden), de Tabaginskaja (rechts) en het dorp Staraja Tabaga (rechtsboven) met Kaap Tabaginski
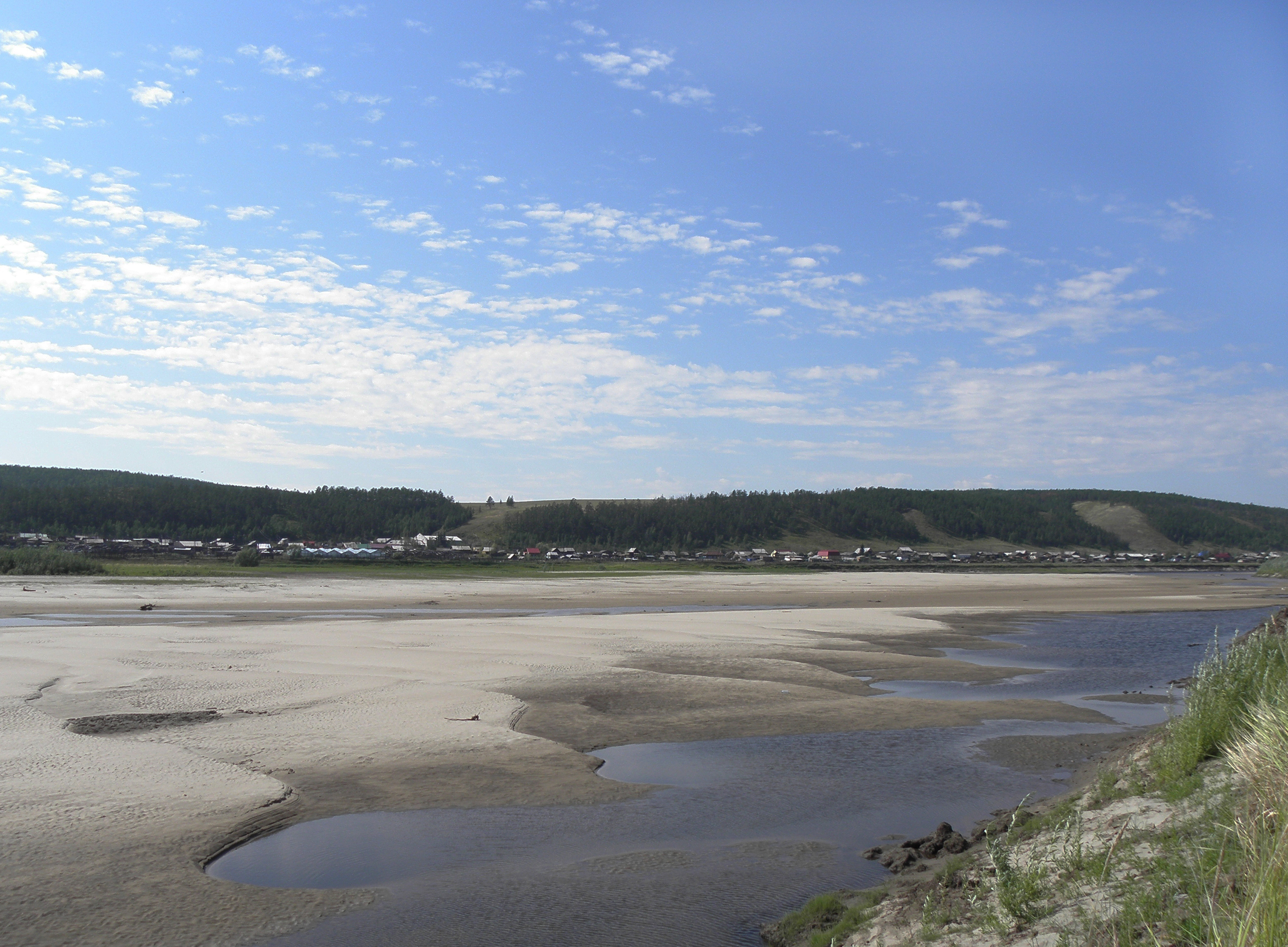
Gezicht op het dorp over de Tabaginskaja vanaf het eiland Oeloeoe-Aryy
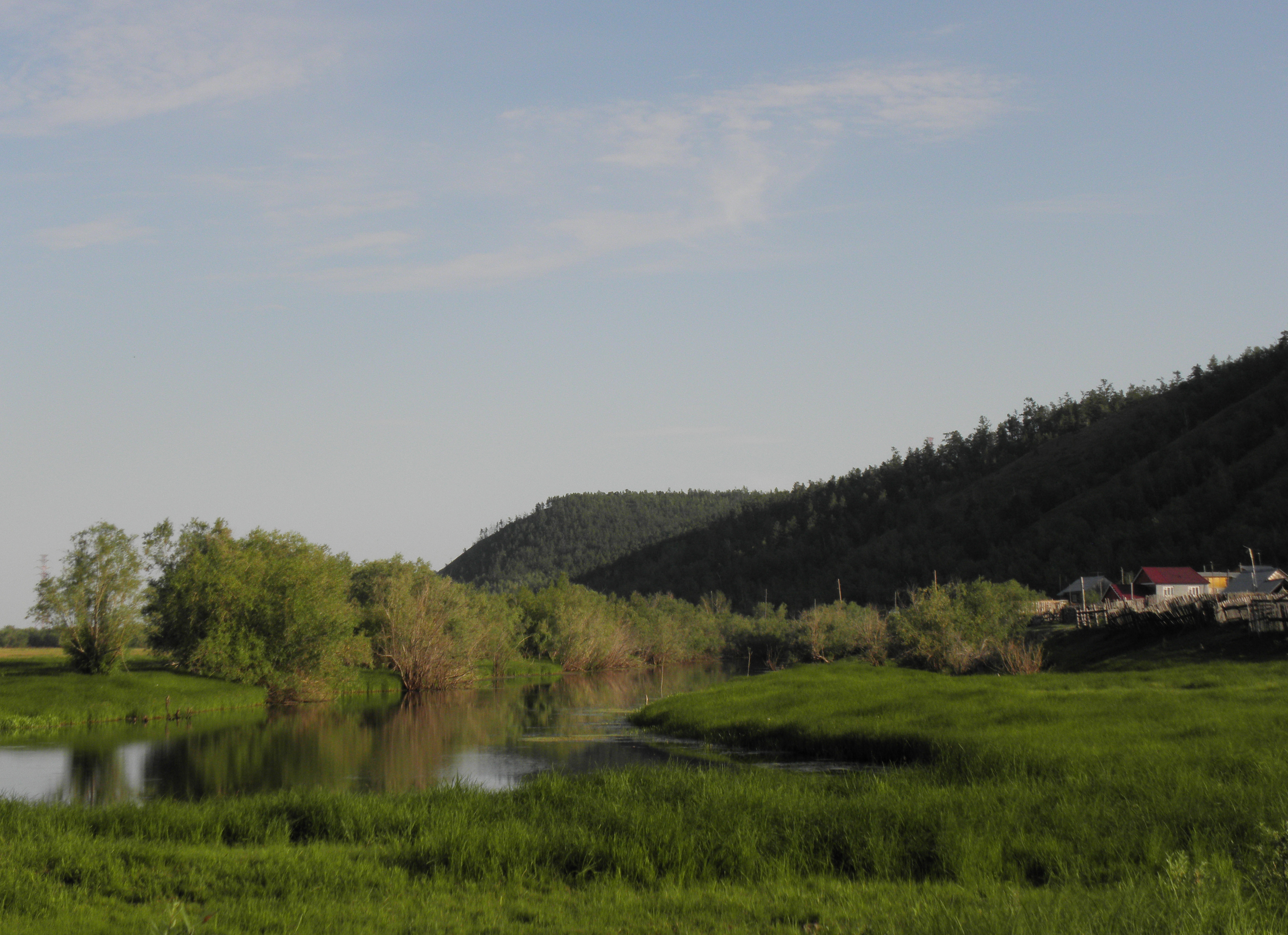
Een van de meertjes bij het dorp, hier bij de straat (oelitsa) Naberezjnoj
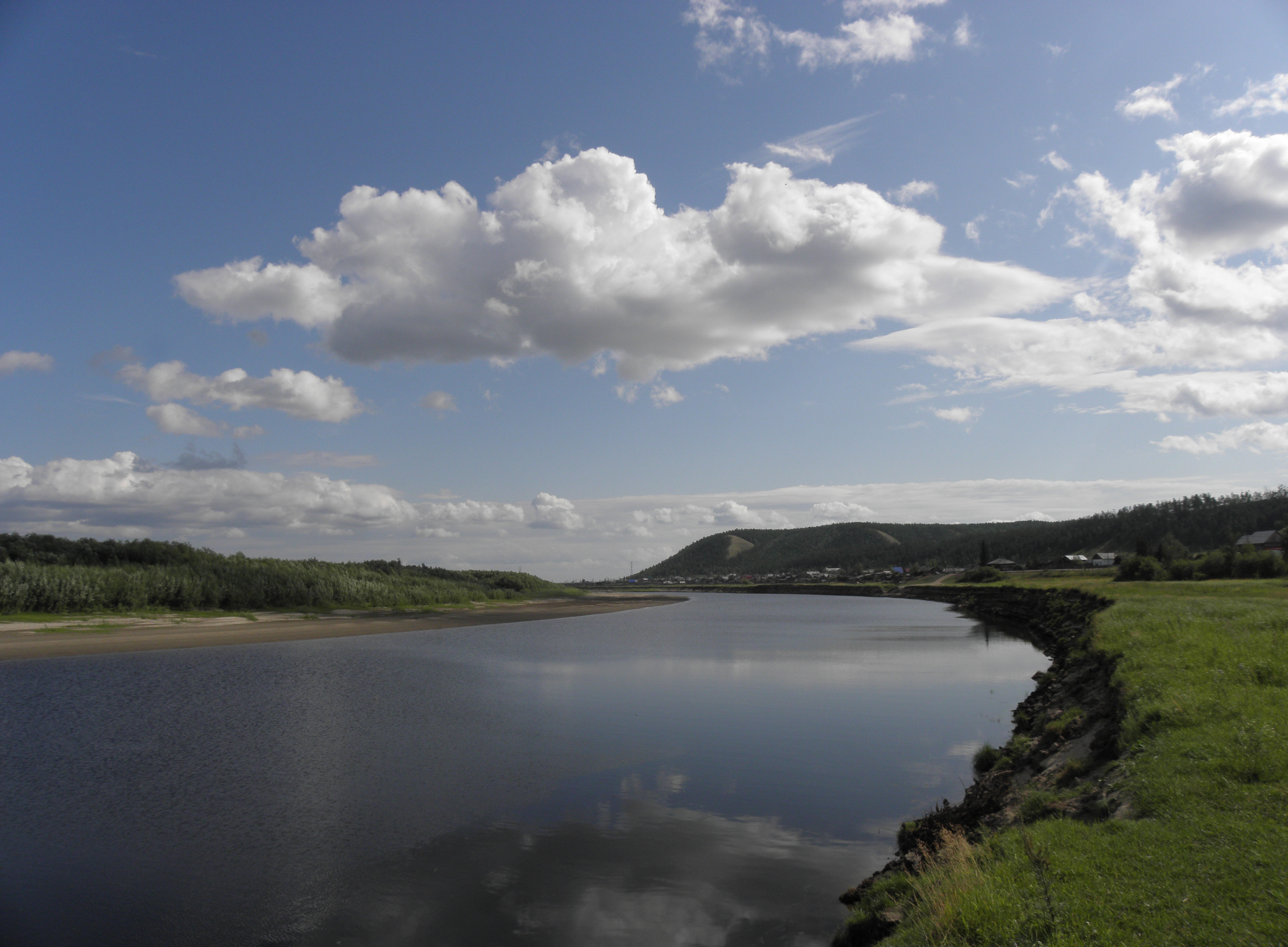
De Tabaginskaja
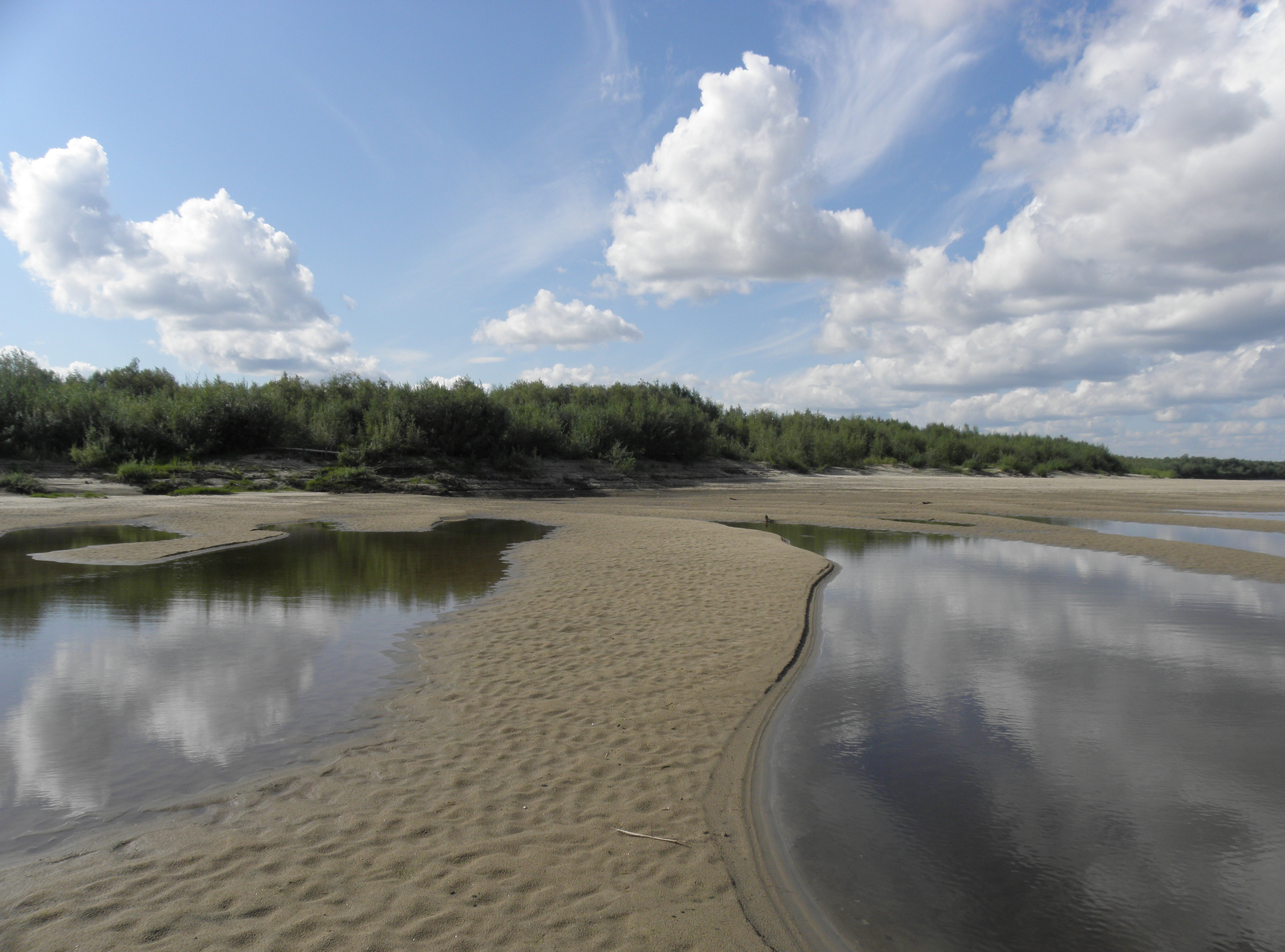
Drooggevallen deel van de Tabaginskaja in de zomer
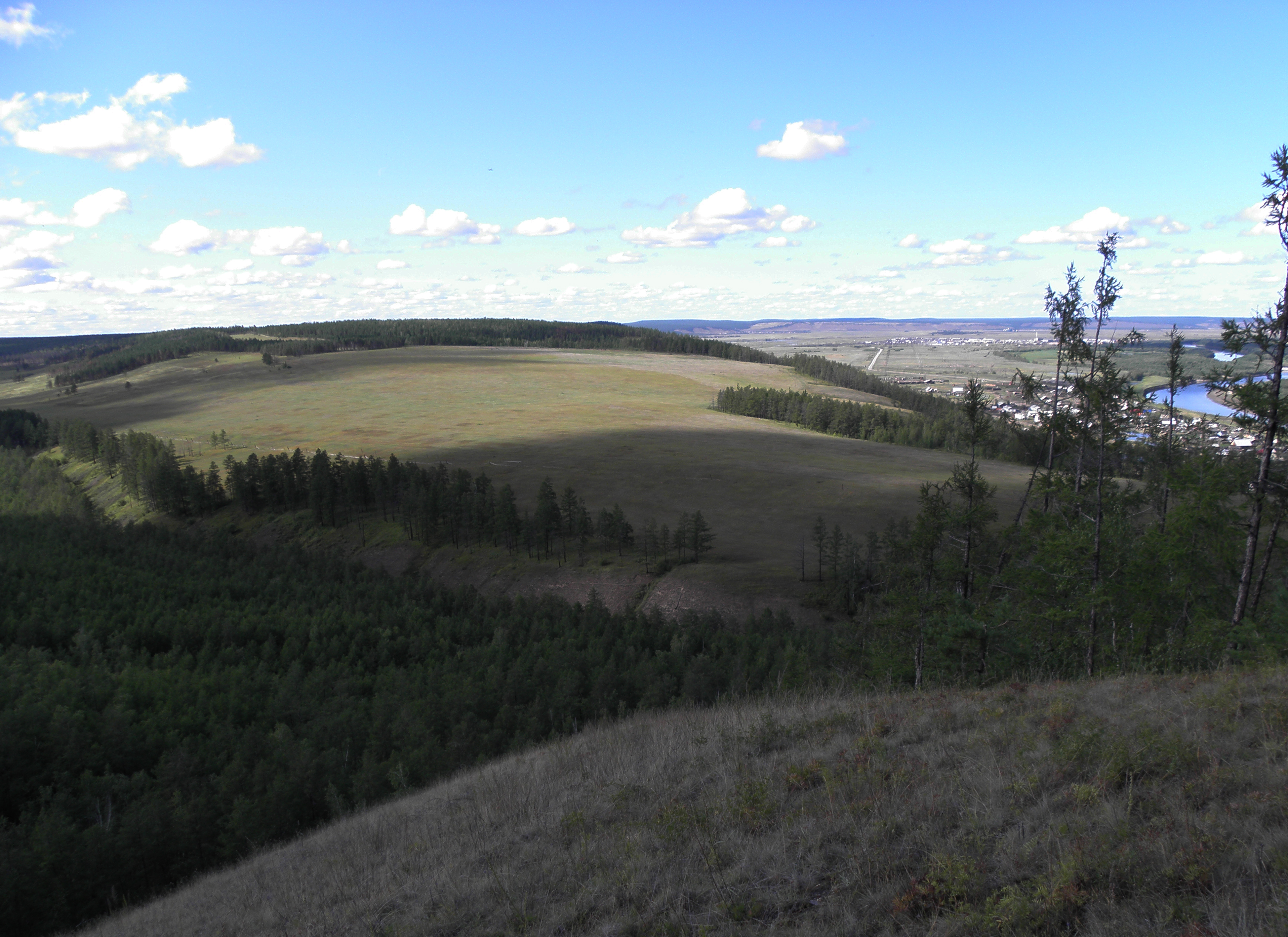
Heuvels (sopki) nabij het dorp

### Kaap Tabaginski
Ongeveer 2 kilometer ten zuiden van het dorp ligt aan de Lena Kaap Tabaginski (Jakoets: Согуру Ытык Хайа; Soroeroe Ytyk Chaja; "Zuidelijke Heilige Berg"). Hier werd in de 19e eeuw puinsteen gedolven voor de bouw van de Nicolaaskerk in Jakoetsk. Op deze plek is de Lena relatief smal en daarom is deze uitgekozen voor de aanleg van een hoogspanningslijn over de rivier naar Maja en de bouw van een miljarden kostende gecombineerde weg- en spoorwegbrug over de Lena, die Jakoetsk via de Spoorlijn Amoer-Jakoetsk met de rest van Rusland moet gaan verbinden.
De kaap is populair bij dagrecreanten en toeristen uit zowel Jakoetsk als het dorp zelf. Er staat een profylactische kliniek (Lenskië Zori) waar mensen worden behandeld met mineraalwater uit een lokale bron. Ook bevindt zich er een hydrometeorologisch station.

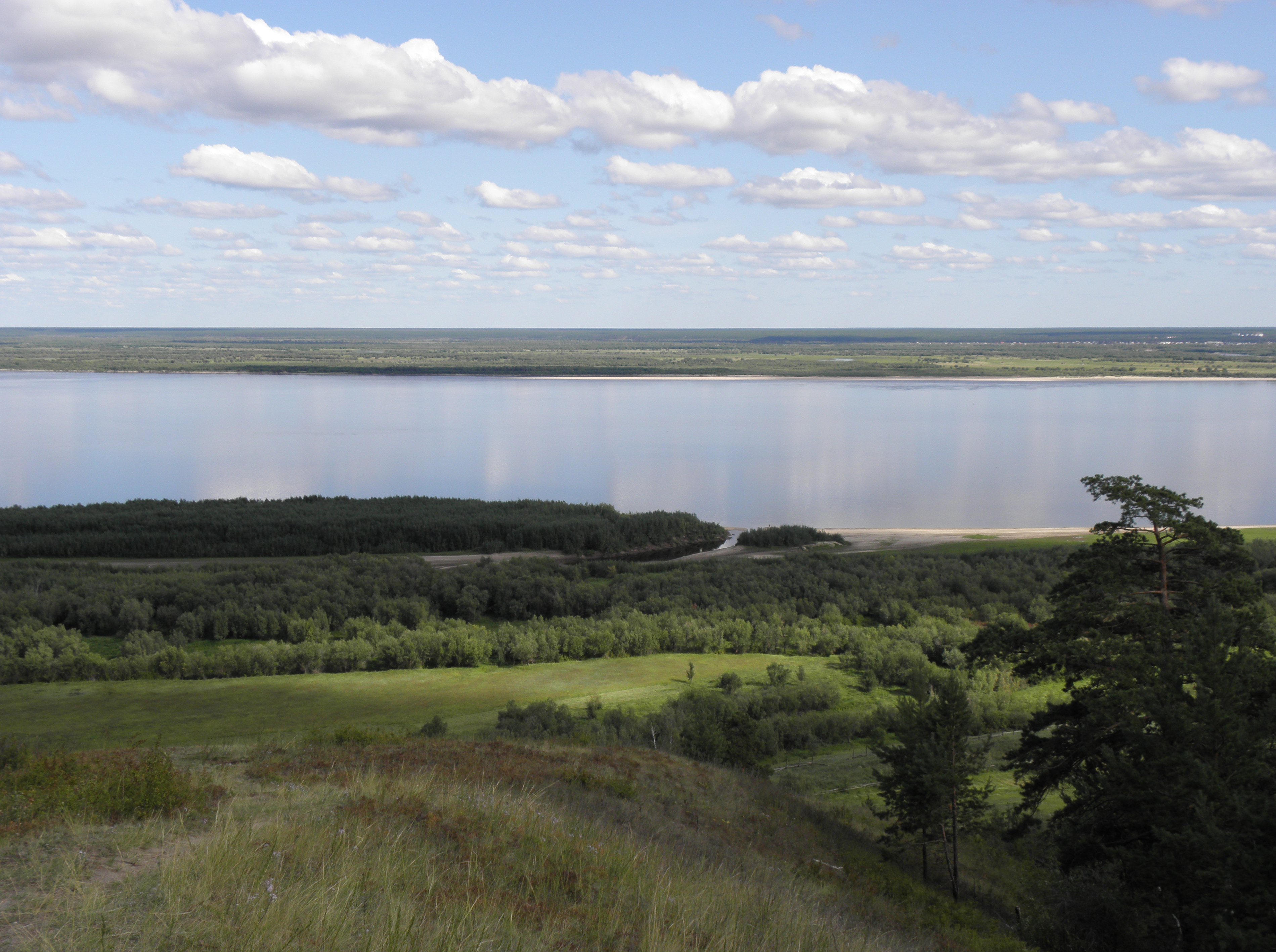
Gezicht op het begin van de Tabaginskaja en Kaap Tabaginski vanaf de heuvels bij het dorp
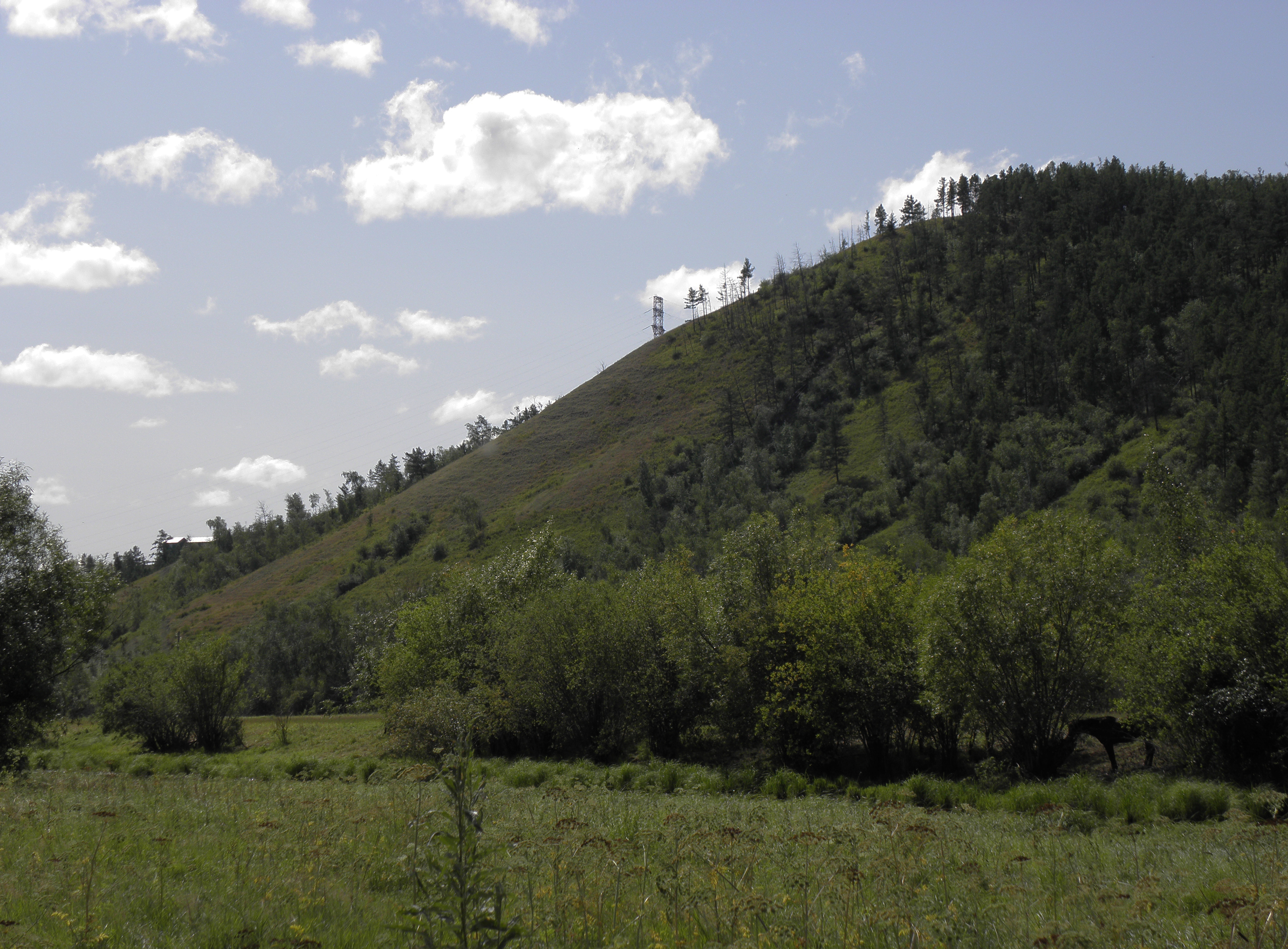
Een van de heuvels nabij de profylactische kliniek
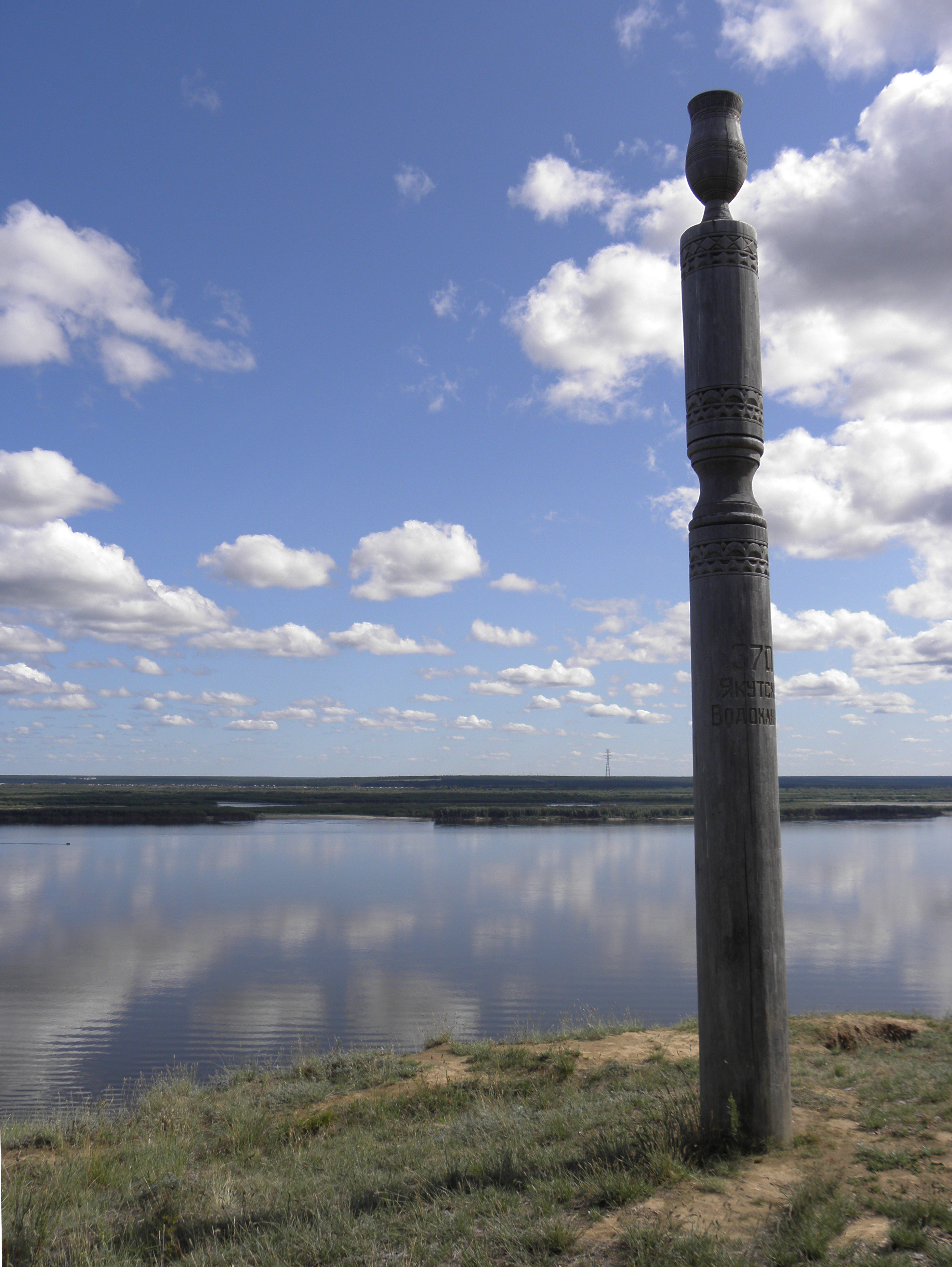
serge bij Kaap Tabaginski
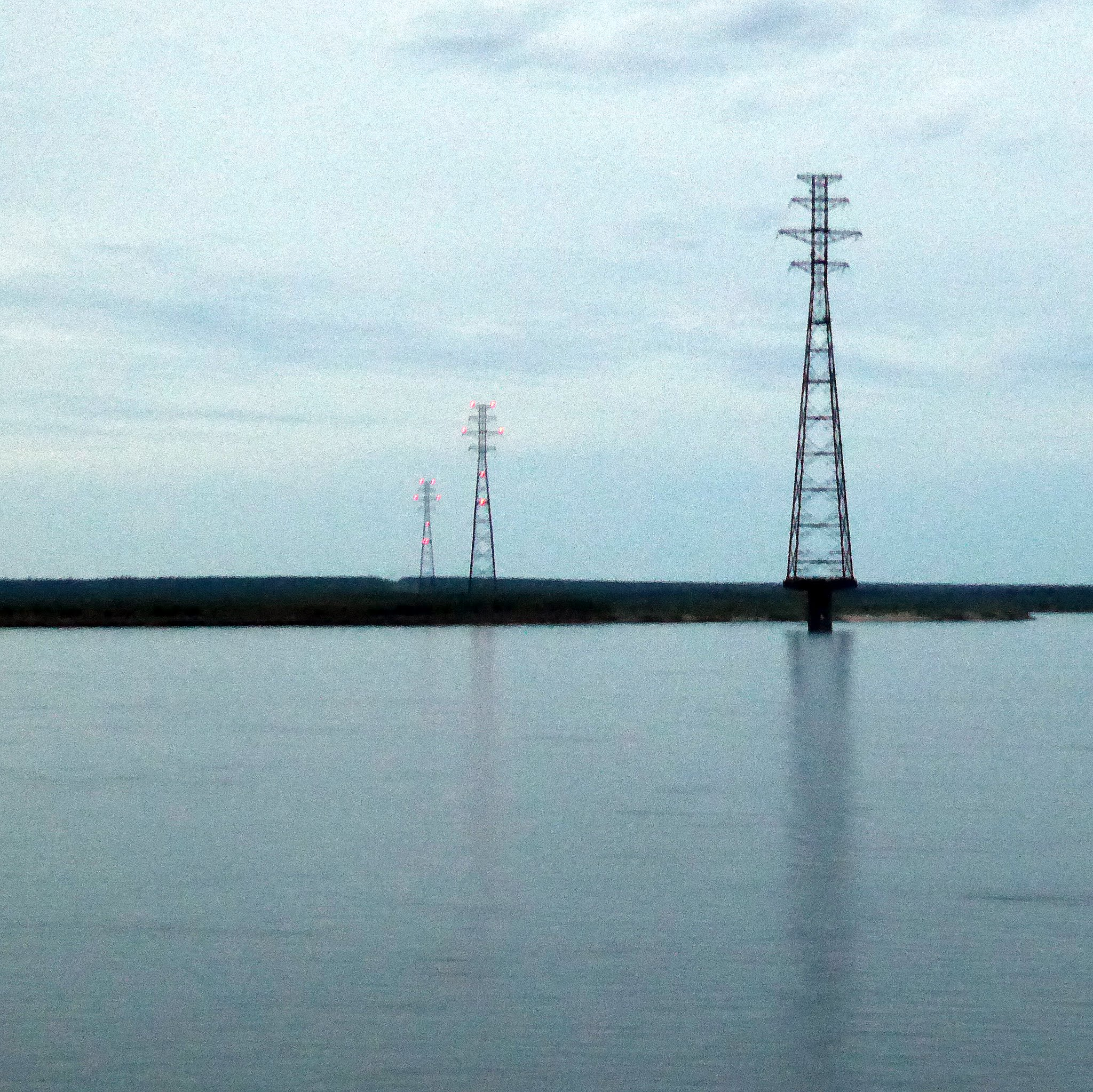
Hoogspanningsleiding over de Lena bij Kaap Tabaginski

## Geschiedenis

### Poststation aan de Jakoetse postweg
Het dorp ontstond begin 18e eeuw als een van de eerste jams (wisselplaats voor jamsjtsjiki; "postiljons") bij de aanleg van de Postweg tussen Jakoetsk en Irkoetsk. Jams (of Jamsjtsjitskië stantsii) werden om de ongeveer 25 kilometer aangelegd langs de postweg en bestonden uit 10 tot 30 huizen en hutten. Het poststation van Staraja Tabaga lag het dichtst bij Jakoetsk. Een 'werststeen' herinnert nog aan deze tijd.
Een van de eerste families in het dorp was de familie Sokolov uit het gouvernement Kostroma. Zij waren ook betrokken bij de stichting van de nabijgelegen dorpen Boelgoennjachtach, Tjochtjoer en Tojon-Ary. Andere families die er al in de begintijd woonden waren Sjepelev, Lobanov en Kozlov. In 1724 telde Staraja Tabaga 11 woningen.

### Ontwikkeling in de 18e en 19e eeuw

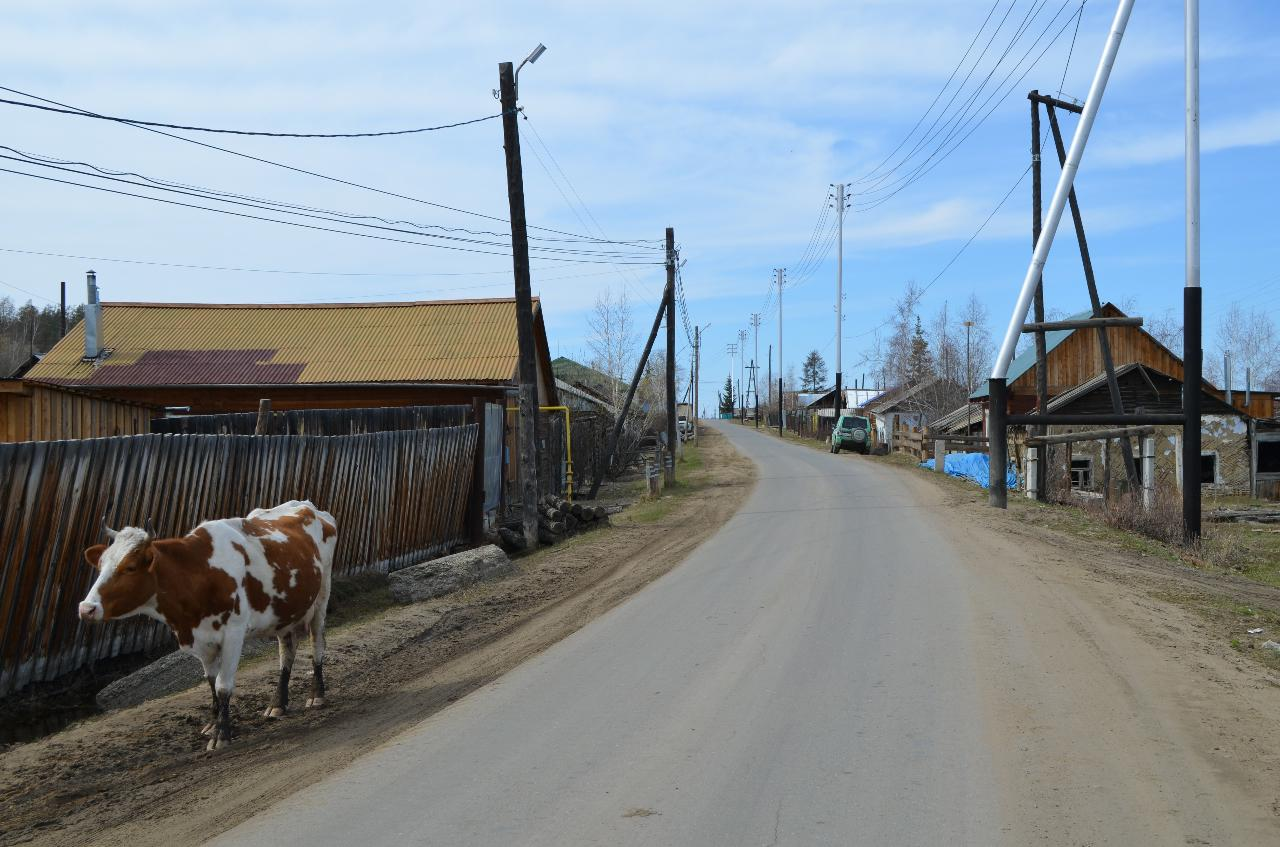
Dorpsgezicht

In de jaren 1770 werd langs de postroute een reguliere postdienst van de jamskaja gonba opgezet. De inwoners van het dorp waren vooral actief in de postbezorging, het onderhoud aan de jam, de verzorging van de postpaarden, het onderhoud aan de winterpostwagens en boten, vervoer van personen, post en vracht en het onderhoud aan de postweg. Daarnaast fokten ze vee, waarvoor ze technieken van de lokale Jakoeten overnamen om vee te kunnen houden op deze barre plek. Ook leerden ze van hen verschillende technieken om in het gebied te kunnen jagen en vissen. Koetsiers uit het dorp waren later ook betrokken bij het opzetten van nieuwe jams langs de postweg.
Pas in de tweede helft van de 19e eeuw werden de eerste pogingen ondernomen tot het bedrijven van landbouw. Er werden toen stukken bos gekapt om landerijen aan te kunnen leggen voor de boeren in het dorp. In 1892 werd de eerste school geopend. In die tijd begonnen ook de eerste stoomboten op de Lena te varen, die in de zomer de rol van de postbezorging overnamen.

### Sovjetperiode
Tijdens de Russische Burgeroorlog werd het dorp op 1 juli 1918 vanaf Kaap Tabaginski bezet door bolsjewistische troepen die hier landden met stoomboten en binnenvaartschepen en vervolgens doortrokken naar Jakoetsk. In 1968 werd ter herdenking hieraan een obelisk op de kaap geplaatst. In augustus 1918 landden echter troepen van de 'witte' Voorlopige Regering van Autonoom Siberië die de bolsjewieken in Jakoetsk weer ten val wilden brengen. In januari 1922 werd de bolsjewistische leider Nestor Kalandarisjvili samen met zijn troepen tussen Tjochtjoer en Staraja Tabaga in een hinderlaag gelokt en gedood.
In 1929 werd een tovarisjtsjestvo po sovmestnoj obrabotke zemli (TOZ; "associatie voor de gezamenlijke bewerking van het land") opgericht als landbouwcoöperatie voor de boeren in het dorp. In 1932 werd deze TOZ de basis voor de kolchoz'Vorosjilov', waar alle koeien van de boeren werden ondergebracht. In 1933 kreeg het dorp een medische post en een zomerkleuterschool. In 1957 werd de kolchoz omgezet naar een afdeling van de nieuwe sovchoz 'Chatasski'. In de jaren 1980 kreeg het dorp een nieuwe school.
Na het uiteenvallen van de Sovjet-Unie werd de sovchoz omgezet naar de collectieve landbouwonderneming 'Chatassy'. In de jaren 1990 werd het dorp aangesloten op het gasnet.
In 1985 werd het dorp bestuurlijk samengevoegd met het 4 kilometer noordelijker gelegen dorp Lesokombinat, dat de gezamenlijke naam Tabaga kreeg. In 2004 werd besloten om de beide dorpen weer te splitsen, waarbij het noordelijke dorp de naam Tabaga behield en het zuidelijke dorp de toevoeging 'Staraja' ("oud") kreeg. Bestuurlijk valt Staraja Tabaga nog wel onder de nasleg van buurdorp Tabaga.

## Economie
De lokale afdeling van de sovchoz 'Chatasski' hield zich bezig met de teelt van aardappelen, groenten en granen op de omringende heuvels en op het riviereiland Oeloeoe-Aryy. in het centrum van het dorp werden aan de oevers van de Tabaginskaja tomaten en komkommers gekweekt in kassen. Aan de rand van het dorp werd een groentenopslagplaats gebouwd. Vanaf het begin van de jaren negentig werd ook vlees- en melkvee gefokt. Na het uiteenvallen van de Sovjet-Unie werd de sovchoz omgevormd tot de collectieve landbouwonderneming 'Chatassy', maar kwam vervolgens in de financiële problemen. In 2010 werd een consumentencoöperatie voor landbouwproducten opgericht in Staraja Tabaga.

## Bevolking
De meeste dorpelingen zijn etnische Russen. Veel inwoners zijn afstammelingen van postiljons, kozakken en boeren die zich hier vestigden en zich vermengden met de lokale Jakoeten. Deze mensen worden ook wel aangeduid als Jakoetjane. De bevolking van het dorp wordt pas geregistreerd sinds 2004, daar het eerder samengevoegd was met buurdorp Tabaga en vóór 1985 de bevolking van landelijke nederzettingen niet werd geregistreerd. Bij de volkstelling van 2010 woonden er 692 mensen.